# Partido Sociedad Patriótica
El Partido Sociedad Patriótica "21 de Enero", conocido simplemente como Partido Sociedad Patriótica (PSP) es un partido político ecuatoriano fundado en el 2002 por Lucio Gutiérrez, como plataforma política personal. Al principio se ubicaba a la izquierda del espectro político; sin embargo, posteriormente se desplazó hacia la derecha, que es donde se ubica actualmente.[cita requerida] Fue partido oficialista entre 2003 y 2005, durante la presidencia de Gutiérrez. Ocupa la Lista 3 en el registro electoral.

## Historia

### Orígenes (2002-2003)
El coronel Lucio Gutiérrez, adquirió notoriedad pública por ser uno de los protagonistas del golpe de Estado de 2000, por lo que dejó la milicia y fundó el  Partido Sociedad Patriótica para postularse a las elecciones presidenciales de 2002. Forjó su imagen política basándose en su participación en el golpe, distinguiéndose de los demás candidatos al no haber formado parte de los partidos políticos tradicionales, erigiendo una imagen mesiánica de héroe militar, utilizando siempre en sus mítines su uniforme, recorriendo el país en una camioneta militar y gesticulando con las manos simulando una pistola, acuñando la frase: "boom boom contra los corruptos".
Su plataforma política tuvo soporte en el movimiento indígena, representado por Pachakutik, y de otros sectores populares. En la primera vuelta, Gutiérrez obtuvo el primer lugar, con el 20,64% de votos. Para el balotaje, consiguió el apoyo del Movimiento Popular Democrático (MPD) y otros grupos de izquierda. En dicha elección consiguió el 54,79%, venciendo a Álvaro Noboa, del Partido Renovador Institucional Acción Nacional (PRIAN)

### Presidencia de Lucio Gutiérrez (2003-2005)
Una vez en el poder, Gutiérrez y el PSP dieron un giro hacia la derecha neoliberal, con una política de acercamiento de los gobiernos de Estados Unidos y Colombia y estableciendo una alianza con el Partido Social Cristiano (PSC). Por tal motivo, Pachakutik y los grupos sociales retiraron su apoyo al gobierno de Gutiérrez, pasando a la oposición. Con el transcurrir de su mandato, las denuncias de nepotismo y corrupción se fueron haciendo cada vez más frecuentes. La alianza política con los partidos tradicionales de derecha se quebró y ante el aislamiento político, Gutiérrez formó una nueva mayoría parlamentaria con el Partido Roldosista Ecuatoriano (PRE) del expresidente Abdalá Bucaram, el PRIAN y el MPD. Como parte del pacto, Gutiérrez procedió a defenestrar la Corte Suprema de Justicia, el Tribunal Constitucional y el Tribunal Supremo Electoral, organismos en los que hasta ese momento tenía representación mayoritaria el PSC, y reemplazar sus autoridades con personas afines a los partidos que conformaban la nueva alianza. De esta manera, el nuevo Presidente de la Corte Suprema de Justicia, Guillermo Castro, cercano al PRE y amigo de Bucaram, anuló los juicios contra este último y contra otros políticos acusados de malversación de fondos. 
El regreso del expresidente Bucaram al país hizo estallar la Rebelión de los Forajidos, protagonizada por la población quiteña de clase media, que a partir del 13 de abril de 2005, realizó manifestaciones masivas en la capital, manifestando su repudio y exigiendo la destitución de Gutiérrez. Las protestas se realizaron en las noches, utilizando símbolos como los cacerolazos. Gutiérrez reprimió la protesta social, provocando dos muertos, lo que aumentó la indignación popular. La situación se hizo insostenible y el 20 de abril, Gutiérrez fue derrocado, huyendo del Palacio de Carondelet en helicóptero.

### Declive político (2005-2017)
Tras su derrocamiento, Gutiérrez ha intentado en varias ocasiones volver al poder: es así que proclamó su candidatura para las elecciones presidenciales de 2006, realizando anticipadamente su campaña política en todo el país, pero no pudo presentarse a la contienda debido a que el Congreso le suspendió los derechos políticos por dos años. Entonces, el candidato fue su hermano Gilmar Gutiérrez, que alcanzó el tercer lugar. Para las elecciones presidenciales de 2009, Lucio Gutiérrez se postuló nuevamente. Obtuvo un segundo lugar muy distante a Rafael Correa, con el 28,24% de votos, por lo que no existió balotaje. En las simultáneas elecciones legislativas, el PSP obtuvo 19 escaños, siendo el mayor grupo de oposición en el parlamento. Sin embargo, el pobre desempeño parlamentario de sus asambleístas, además de que Gutiérrez solo reaparecía en la política en vísperas de elecciones, diluyó el apoyo popular del PSP con el pasar de los años, reduciéndose su electorado a la región amazónica, principalmente a la Provincia de Napo, bastión político de la familia Gutiérrez.
Es así que, una vez más Lucio Gutiérrez se postuló como candidato presidencial, esta vez para los comicios de 2013, eligiendo a Pearl Ann Boyes, exreina de belleza, como binomio en su candidatura. Obtuvo un tercer lugar, con apenas el 6.73% de votos válidos.
En las elecciones legislativas de 2013 PSP obtuvo 5 escaños en la Asamblea Nacional, iniciándose un declive en la influencia nacional del PSP y de Gutiérrez.
El PSP participó en las elecciones seccionales de 2014, en la mayoría de provincias, mediante alianzas electorales con otros partidos tradicionales, para tratar de conseguir mayor apoyo. Obtuvo la prefectura de la Provincia de Sucumbíos y apenas nueve alcaldías.
Para las elecciones presidenciales de 2017, el PSP candidateó a Patricio Zuquilanda, canciller de Gutiérrez, mientras que el expresidente encabezó la lista del PSP en las elecciones parlamentarias. Zuquilanda quedó en penúltimo puesto, con el 0,77% de votos, mientras el partido obtuvo dos escaños en los comicios legislativos, sin conseguir Gutiérrez lograr alcanzar la legislatura. 

### Viraje a la derecha (2018-presente)
Tras el viraje del gobierno de Lenín Moreno hacia la derecha, el Partido Sociedad Patriótica pasó a ser aliado del oficialismo, siéndole otorgado a César Solórzano, cuñado de Lucio Gutiérrez, la Primera Vicepresidencia del parlamento como cuota política. En las elecciones seccionales de 2019, el partido realizó una participación similar a la de 2014 con candidatos y coaliciones de toda índole, repitiendo los mismos resultados, apenas una prefectura y nueve alcaldías.
En vísperas de las elecciones presidenciales de 2021, el PSP buscó alejar su imagen del gobierno de Moreno, tras la caída de su popularidad. Para estos comicios, Gutiérrez lanzó su cuarta candidatura presidencial, intentando imitar la campaña que realizó en 2002. Durante su campaña utilizó activamente las redes sociales, en particular TikTok para promocionar su candidatura y se enfocó en presentar a su gobierno como el "mejor de la historia en materia económica". No obstante, obtuvo apenas 164 772 votos, quedando en el séptimo lugar con el 1,78% de votos, mientras en las elecciones legislativas, el PSP obtuvo solamente una curul, en la Provincia de Napo, su último bastión político; siendo aquel, el peor resultado del partido en su historia. En el balotaje, Gutiérrez y el PSP otorgaron su apoyo a la candidatura de Guillermo Lasso, quien resultó electo. Tras las elecciones, Sociedad Patriótica pasaría a formar parte de la alianza gubernamental, siendo parte de la bancada oficialista en la Asamblea Nacional.
Tras la «muerte cruzada» decretada por Lasso, el PSP buscó deslindar su imagen del gobierno, con miras a las elecciones presidenciales extraordinarias de 2023. En aquellos comicios, el partido desistió de participar con un candidato propio, adhiriéndose a la candidatura de Jan Topić, en una coalición denominada Por Un País Sin Miedo, conformada por el Partido Social Cristiano, Centro Democrático y el PSP. Lucio Gutiérrez encabezó nuevamente la lista del partido en las simultáneas elecciones legislativas. Topić obtuvo el tercer puesto, con el 14,41% de votos, mientras que, en los comicios parlamentarios, Sociedad Patriótica obtuvo tres escaños, siendo Gutiérrez finalmente electo, alcanzando la última curul nacional, con el 3,16% de votos. Una vez posesionada la asamblea, Gutiérrez buscó liderar su propia bancada legislativa, rechazando mantener la alianza con el PSC. Sin embargo, los dos coidearios de Gutiérrez sí se adhirireron a la bancada socialcristiana, siendo considerado esto como una traición por Gutiérrez, que los expulsó del PSP.
En enero de 2024, el Consejo Nacional Electoral suspendió al Partido Sociedad Patriótica por problemas en sus reportes contables sobre el uso de los recursos entregados. Las finanzas del partido han presentado irregularidades desde 2015, año desde el cual no ha entregado la documentación que justifique la creación y administración de una «caja transitoria». Por lo tanto, no ha logrado justificar el uso de 1,6 millones de dólares.
El 3 de abril de 2024, el Tribunal Contencioso Electoral declaró nula la suspensión impuesta por el Consejo Nacional Electoral.
Para las elecciones presidenciales de 2025, Sociedad Patriótica auspició la candidatura de la ambientalista Andrea González Nader, quien obtuvo el cuarto lugar, mientras en las elecciones legislativas, el PSP obtuvo solamente una curul, en la Provincia de Morona Santiago. En el balotaje, el PSP apoyo la candidatura de Daniel Noboa.

## Resultados electorales

### Elecciones Presidenciales
|  | 20,64 % |

|  | 54,79 % |

|  | 17,42 % |

|  | 28,24 % |

|  | 6,73 % |

|  | 0,77 % |

|  | 1,78 % |

|  | 14,67 % |

|  | 2,69 % |

### Elecciones legislativas
|  | 4,93 % |

|  | 16,17 % |

|  | 7,20 % |

|  | 15,20 % |

|  | 5,64 % |

|  | 2,94 % |

|  | 1,81 % |

|  | 3,16 % |

### Elecciones seccionales
|  | 0,00 % |

|  | 10,96 % |

|  | 13,04 % |

|  | 13,57 % |

|  | 4,35 % |

|  | 4,07 % |

|  | 4,35 % |

|  | 4,07 % |

|  | 4,35 % |

|  | 8,14 % |